# Coupe de France 1998/99
Der Wettbewerb um die Coupe de France in der Saison 1998/99 war die 82. Ausspielung des französischen Fußballpokals für Männermannschaften. In diesem Jahr meldeten 5.957 Vereine, darunter auch solche aus den überseeischen Besitzungen Frankreichs.
Titelverteidiger Paris Saint-Germain unterlag diesmal schon im Sechzehntelfinale dem späteren Gewinner der Trophäe, dem FC Nantes. Nantes war damit bei seiner bereits siebten Finalteilnahme zum zweiten Mal erfolgreich; der erste Sieg in diesem Wettbewerb lag genau 20 Jahre zurück. Endspielgegner CS Sedan, ein Zweitligist, stand in seinem vierten Finale und verlor dabei zum zweiten Mal nach 1965.
Dass in dieser Saison ein Erstdivisionär die Coupe gewinnen konnte, „stellt zweifellos eine der größten Überraschungen der Pokalgeschichte dar“. Denn nie zuvor seit Einführung des Professionalismus in Frankreich (1932) war es vorgekommen, dass im Achtelfinale nur noch drei Mannschaften aus der Eliteliga, aber acht Zweitligisten, je ein Team aus der semiprofessionellen National (dritte Division) und der höchsten Amateurklasse sowie mit der US Montagnarde aus Inzinzac-Lochrist, der US Saint-Georges-les-Ancizes und Olympique Grand Rouen drei Fünftligisten (Championnat de France Amateurs 2) vertreten waren. Eine Runde später war sogar nur noch ein einziger Erstdivisionär – eben der spätere Wettbewerbsgewinner –, dafür fünf Zweit-, ein Drittdivisionär und eine Amateurelf aus der CFA2 im Rennen.
Nach den von den regionalen Untergliederungen des Landesverbands FFF organisierten Qualifikationsrunden griffen ab der Runde der letzten 64 Mannschaften auch die 18 Erstligisten in den Wettbewerb ein. Die Paarungen und das Heimrecht wurden für jede Runde frei ausgelost; allerdings durften diejenigen Vereine ihre Partie automatisch vor eigenem Publikum austragen, die gegen einen mindestens zwei Klassen höher spielenden Gegner antraten. Gelegentlich verzichteten jedoch insbesondere Amateurteams gegen Bezahlung auf dieses Recht, so beispielsweise bei dieser Austragung JS Coulaines und JA Armentières. Bei unentschiedenem Spielstand nach Verlängerung kam es zu einem Elfmeterschießen.

## Zweiunddreißigstelfinale
Spiele zwischen 21. und 23. Januar sowie am 9. Februar 1999. Die Vereine der beiden professionellen Ligen sind mit D1 bzw. D2 bezeichnet, diejenigen der semiprofessionellen dritten Division mit D3; die landesweiten Amateurspielklassen firmieren als CFA und CFA2, die höchste regionale Amateurliga als DH („Division d’Honneur“).
| - FC Blagnac CFA2 – Le Havre AC D1 0:2 n. V. - ASC Monts d’Or Chasselay DH – Grenoble Foot CFA 0:3 - US Saint-Georges-les-Ancizes CFA2 – FC Martigues D3 1:1 n. V. (5:4 i. E.) - FC Saint-Denis-Saint-Leu CFA – SCO Angers D3 1:0 - Olympique Grand Rouen CFA2 – FC Sarrebourg CFA2 1:0 n. V. - USO Normande Mondeville CFA2 – US Montagnarde CFA2 0:0 n. V. (1:3 i. E.) - SC Amiens D2 – AS Monaco D1 1:1 n. V. (5:4 i. E.) - AS Pierrots Vauban Strasbourg DH – US Boulogne CFA 1:2 - La Roche VF CFA – FC Nantes D1 0:1 - Jura-Sud Foot CFA2 – FC Toulouse D1 1:1 n. V. (8:7 i. E.) - Gazélec FCO Ajaccio D3 – OGC Nizza D2 1:1 n. V. (4:2 i. E.) - Thouars Foot 79 D3 – Paris Saint-Germain D1 0:2, (a) 1:2 n. V. - SO Châtellerault CFA – Fontenay Vendée Football CFA2 2:2 n. V. (6:5 i. E.) - Association Troyes AC D2 – HSC Montpellier D1 2:1 - UC Le Mans D2 – CS Louhans-Cuiseaux D3 4:1 - Chamois Niort D2 – RC Strasbourg D1 1:1 n. V. (2:3 i. E.) | - Stade Laval D2 – AS Nancy D1 1:0 - Paris FC D3 – FC Lorient D1 1:0 - EA Guingamp D2 – Red Star 93 D2 1:0 - FC Sochaux D1 – AS Beauvais D2 3:1 - FCO Dijon CFA – SC Bastia D1 2:1 - AF Rodez CFA – Clermont Foot CFA 0:1 - SU Dives DH – OSC Lille D2 0:2 - LB Châteauroux D2 – Olympique Lyon D1 1:0 - FC Istres D3 – Olympique Nîmes D2 1:3 - FC Metz D1 – Girondins Bordeaux D1 1:0 - Olympique Marseille D1 – AJ Auxerre D1 2:0 - Eveil Mende DH – AS Angoulême D3 1:4 - Stade Rennes D1 – JS Coulaines CFA 4:0 - RC Lens D1 – JA Armentières CFA 5:2 n. V. - FC Chaumont CFA2 – CS Sedan D2 0:3 - FC Valenciennes D3 – ES Wasquehal D2 2:3 |

## Sechzehntelfinale
Spiele am 19. bis 21. und 27. Februar 1999
| - Grenoble Foot CFA – Olympique Nîmes D2 2:3 n. V. - US Saint-Georges-les-Ancizes CFA2 – FC Sochaux D1 1:0 - Olympique Grand Rouen CFA2 – FC Saint-Denis-Saint-Leu CFA 2:0 - EA Guingamp D2 – RC Strasbourg D1 2:1 n. V. - Clermont Foot CFA – Jura-Sud Foot CFA2 4:1 - AS Angoulême D3 – SO Châtellerault CFA 1:0 - Gazélec FCO Ajaccio D3 – Association Troyes AC D2 1:1 n. V. (1:3 i. E.) - Paris Saint-Germain D1 – FC Nantes D1 1:1 n. V. (4:5 i. E.) | - UC Le Mans D2 – Stade Rennes D1 2:0 - US Montagnarde CFA2 – Paris FC D3 4:0 - FCO Dijon CFA – CS Sedan D2 0:4 - SC Amiens D2 – Le Havre AC D1 1:0 - LB Châteauroux D2 – Stade Laval D2 1:2 - US Boulogne CFA – OSC Lille D2 1:2 - RC Lens D1 – Olympique Marseille D1 3:1 - ES Wasquehal D2 – FC Metz D1 0:2 |

## Achtelfinale
Spiele am 13./14. März 1999
| - SC Amiens D2 – CS Sedan D2 1:2 - EA Guingamp D2 – OSC Lille D2 1:0 - Clermont Foot CFA – UC Le Mans D2 0:2 - FC Metz D1 – FC Nantes D1 1:3 | - US Montagnarde CFA2 – Olympique Grand Rouen CFA2 0:2 n. V. - US Saint-Georges-les-Ancizes CFA2 – Olympique Nîmes D2 0:2 - RC Lens D1 – Stade Laval D2 1:1 n. V. (2:4 i. E.) - AS Angoulême D3 – Association Troyes AC D2 1:0 |

## Viertelfinale
Spiele zwischen 8. und 11. April 1999
| - UC Le Mans D2 – Stade Laval D2 3:1 - FC Nantes D1 – EA Guingamp D2 2:0 | - Olympique Grand Rouen CFA2 – CS Sedan D2 0:2 - Olympique Nîmes D2 – AS Angoulême D3 2:0 |

## Halbfinale
Spiele am 27. bzw. 28. April 1999
| - FC Nantes D1 – Olympique Nîmes D2 1:0 | - CS Sedan D2 – UC Le Mans D2 4:3 n. V. |

## Finale
Spiel am 15. Mai 1999 im Stade de France von Saint-Denis vor 78.586 Zuschauern
- FC Nantes – CS Sedan 1:0 (0:0)

### Mannschaftsaufstellungen
FC Nantes: Mickaël Landreau  – Jean-Marc Chanelet, Éric Decroix, Néstor Fabbri (Nicolas Gillet, 68.), Salomon Olembé – Yves Deroff, Éric Carrière, Sébastien Piocelle – Charles Devineau (Nicolas Savinaud, 87.), Frédéric Da Rocha (Patrick Suffo, 93.), Olivier Monterrubio
Trainer: Raynald Denoueix
CS Sedan: Nicolas Sachy – Christophe Borbiconi (Éric Crosnier, 77.), Eduardo Oliveira (Hippolyte Dangbeto, 70.), Luis Satorra , Cédric Elzéard – Pierre Deblock, Bruno Pabois (Pius N’Diefi, 61.), Jean-Philippe Faure, Olivier Quint – Cédric Mionnet, Alex Di Rocco
Trainer: Patrick Rémy
Schiedsrichter: Pascal Garibian (Saint-Maur)

### Tore
1:0 Monterrubio (57., per Elfmeter)

### Besondere Vorkommnisse
Der gerade erst im Vorjahr aufgestellte Zuschauerrekord für französische Pokalendspiele wurde in dieser Saison übertroffen, in erster Linie, weil der Fußballsport aufgrund des Gewinns des Weltmeistertitels durch die Nationalmannschaft einen starken Popularitätsschub erlebte.
Das Strafstoßschießen des Zweiunddreißigstelfinalspiels zwischen Jura-Sud Foot und dem FC Toulouse erforderte insgesamt 22 Elfmeter von sämtlichen beim Schlusspfiff noch auf dem Rasen des Stadions in Lons-le-Saunier anwesenden Spielern, ehe mit dem „Bergdörfergemeinschaftsklub“ aus dem Französischen Jura der Sieger feststand.